# Bois-d’Arcy (Yonne)
Bois-d’Arcy ist eine französische Gemeinde mit 23 Einwohnern (Stand: 1. Januar 2022) im Département Yonne in der Region Bourgogne-Franche-Comté. Die Gemeinde gehört zum Arrondissement Avallon und ist Mitglied im Gemeindeverband Avallon-Vézelay-Morvan. 

## Geographie
Bois-d’Arcy liegt etwa 30 Kilometer südsüdöstlich von Auxerre und etwa 16 Kilometer nordwestlich von Avallon. Der trockenfallende Fossé de la Commune de Bois-d’Arcy entspringt im Gemeindegebiet am Fuß der Ausläufer der Monts Meluches, die im nordwestlichen Teil der Gemeinde eine maximale Erhebung von 288 m aufweisen. Zwei Drittel der Fläche der Gemeinde sind von Wald bedeckt.
Umgeben wird Bois-d’Arcy von den Nachbargemeinden Mailly-la-Ville im Norden und Nordwesten, Arcy-sur-Cure im Norden und Osten, Blannay im Südosten, Montillot im Süden und Südosten sowie Brosses im Süden und Westen.

## Bevölkerungsentwicklung
| Jahr                       | 1962 | 1968 | 1975 | 1982 | 1990 | 1999 | 2006 | 2013 | 2020 |
| -------------------------- | ---- | ---- | ---- | ---- | ---- | ---- | ---- | ---- | ---- |
| Einwohner                  | 35   | 36   | 33   | 29   | 25   | 34   | 34   | 25   | 22   |
| Quellen: Cassini und INSEE |      |      |      |      |      |      |      |      |      |

## Sehenswürdigkeiten
- Kirche Sainte-Radegonde